# Scopula dresnayi
Scopula dresnayi là một loài bướm đêm trong họ Geometridae.